# スズキ・ギャグ

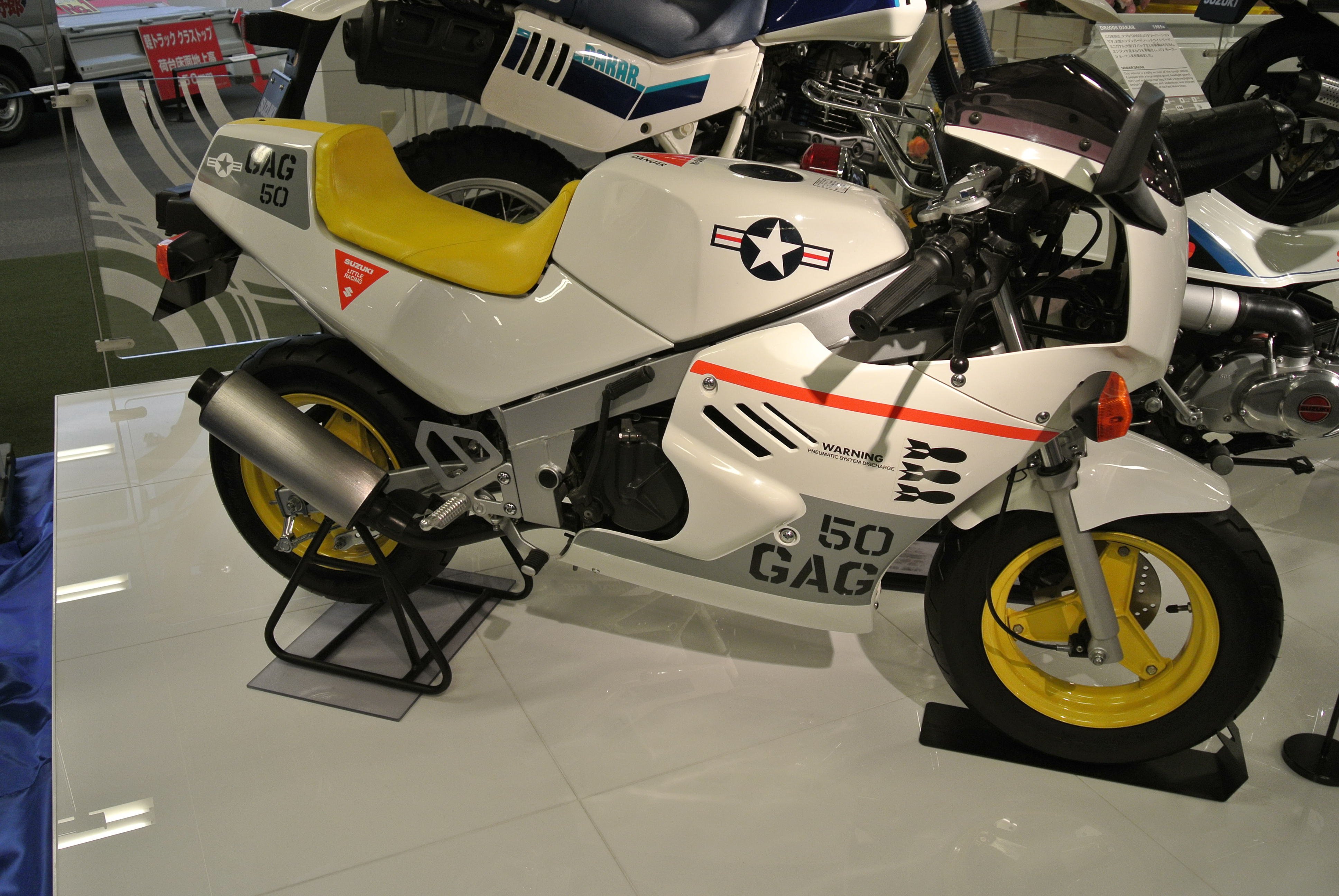
スズキ・ギャグ

ギャグ（GAG）とは、かつてスズキが製造販売していた原動機付自転車である。

## 概要
1986年に50ccでフルカウルを装備した車種としては他社より早く発売され、ヤマハ・YSR50（1986年発売）やホンダ・NSR50（1987年発売）などの車種の先駆けとなった。バックボーンフレームの車体に4ストロークエンジンを搭載し、フロントにディスクブレーキ、リヤサスペンションにはモノクロスサスペンションを装備していた。エンジン自体は同社のビジネスバイクであるバーディーからの流用であった。エンジンの出力は5.2馬力で、後発の他社製品が2ストロークエンジンを搭載した車種が7.2馬力であったのにくらべると非力であった。
広報資料によると「GSX-R風のフルフェアリングを標準装備としたレプリカのミニサイズ、レジャーバイクで、新しい需要をねらい、デザインにパロディ感覚を取り入れたファッションバイク」とされ、キャッチフレーズは「遊びゴコロをフルカウル」とされた。カタログでは「4タイプのキャラクター」として紹介されており、GSX-R風の「レプリカ」、米軍機風の「バトルプレーン」、赤地に白文字のロゴをあしらった「ポップアート」、「ピンクス」の4色のボディカラーが用意されていた。

## 諸元
- 車体
  - 形式：A-LA41A
  - 全長：1,540mm
  - 全高：870mm
  - 全幅：610mm
  - 軸距：1,080mm
  - 車両重量：70kg
  - 最低地上高：115mm
- 原動機
  - 原動機の寸法：280mm×440mm×340mm
  - 原動機の形式：A403
  - 最高出力：5.2ps/7,000rpm
  - 最大トルク：0.57kg-m/6,000rpm
  - 総排気量：0.049ℓ
  - SOHC空冷4ストロークエンジン
  - 点火方式：CDI式
  - 内径×行程：39.0mm×41.8mm
  - 圧縮比：10.3
  - 燃費：121.0km/ℓ(30km/h定地走行)
- 燃料装置
  - 燃料タンク容量：7ℓ
  - キャブレター：VM13
- 電気装置
  - 電圧：6V
  - 点火装置形式：CDI式
  - 点火時期：27BTD℃/1,700rpm
  - 断続器形式：無接点式
  - 点火プラグ：NGK - C6HA(純正)
  - 蓄電池容量：6(10)Ah
  - 充電発電機
    - 形式：交流式
    - 出力：6V-7.0A
    - 電圧電流調整器方式：サイリスタ式
- 動力装置
  - クラッチ形式：湿式・多板・コイルスプリング
  - クラッチ操作方式：機械式
  - クラッチフェーシング
    - 寸法：100×83×2.0
    - 面積・枚数：19cm²×3枚

  - 変速機形式：ハイカーコルク
  - 変速機操作方式：常時噛合式
  - 変速比
    - 1速：3.400
    - 2速：1.933
    - 3速：1.315
    - 4速：1.095
    - 5速：―
    - 6速：―
- 制動装置
  - 形式
    - 前輪：油圧式シングル・ディスク
    - 後輪：機械式リーディング・トレーリング
    - 制動停止距離：3.0m(初速20km/h)
- 緩衝装置
  - 前輪
    - 懸架方式：テレスコピック・オレオ式

  - 後輪
    - 懸架方式：スイングアーム式

## その他
ヨシムラやスペシャルパーツ武川といったアフターパーツメーカーから多数の改造パーツが発売され、ボアアップキットや、6速トランスミッションも発売された。エンジンは実用車であるバーディーや、2005年に発売されたGS50と同形式であるが、オイルパンの形状など、細部が異なるため、パーツをそのまま使用することはできない場合も多い。
左側のバックミラーはオプション装備であったために、中古市場では現存数が少なく、オリジナルを重視してレストアする需要に対しては入手が困難となっている。ただし、GSX400FWの純正ミラーと共通の部品である為に流用は可能である。